# سبک‌های یادگیری
سبک‌های یادگیری به طیف وسیعی از نظریه‌های مورد اختلاف و بحث‌برانگیز اشاره دارد که به دنبال توضیح تفاوت‌ها در یادگیری افراد است. این نظریه‌ها این گزاره مشترک را دارند که می‌توان انسانها را طبق " سبک " یادگیری طبقه‌بندی کرد، اما در نحوه تعریف، طبقه‌بندی و ارزیابی سبکهای ارائه شده تفاوت دارند. یک مفهوم مشترک این است که افراد در نحوه یادگیری متفاوت هستند.

## نمای کلی مدل‌ها
مدل‌های مختلفی از یادگیری وجود دارد. : 166–168  چند مدل در زیر شرح داده شده‌است.

### مدل دیوید کلب
1. سازگار = تجربه عینی+ آزمایش فعال: قوی در انجام «عملی» کاربردی (به عنوان مثال، فیزیوتراپی)
2. همگرا = مفهوم سازی انتزاعی + آزمایش فعال: قوی در کاربرد «عملی» نظریه‌ها (به عنوان مثال مهندسین)
3. واگر = تجربه بتنی + مشاهده بازتابی: قوی در توانایی تخیل و بحث و گفتگو (به عنوان مثال، مددکاران اجتماعی)
4. همگون‌ساز= مفهوم سازی انتزاعی + مشاهده بازتابی: قوی در استدلال استقرایی و خلق نظریه‌ها (به عنوان مثال، فلاسفه)

### مدل پیتر هانی و آلن مامفورد
1. فعال
2. بازتابنده
3. نظریه‌پرداز
4. عملگرا

### اشکال یادگیری
والتر بورک باربه و همکارانش سه شکل یادگیری را پیشنهاد کردند (که اغلب معروف با نام اختصاری VAK شناخته می‌شوند):
1. شکل تجسمی
2. شکل شنیداری
3. شکل جنبشی

| دیداری    | جنبشی/لمسی        | شنوایی |
| --------- | ----------------- | ------ |
| تصویر     | حرکات ایما و شاره | شنیدن  |
| شکل       | حرکات بدن         | ریتم   |
| مجسمه‌سازی | دستکاری در شی     | لحن    |
| نقاشی     | موقعیت‌یابی        | نواها  |

### مدل VAK / VARK نیل فلمینگ
1. آموزش تصویری
2. یادگیری شنوایی
3. یادگیری بدنی
4. یادگیری اجتماعی